# Dimarella praedator
Dimarella praedator är en insektsart som först beskrevs av Walker 1853.  Dimarella praedator ingår i släktet Dimarella och familjen myrlejonsländor. Inga underarter finns listade i Catalogue of Life.